# Theodor Fontane
 (mars 2019).
Si vous disposez d'ouvrages ou d'articles de référence ou si vous connaissez des sites web de qualité traitant du thème abordé ici, merci de compléter l'article en donnant les références utiles à sa vérifiabilité et en les liant à la section « Notes et références ».
Œuvres principales
Effi Briest
Theodor Fontane (né le 30 décembre 1819 à Neuruppin – mort le 20 septembre 1898 à Berlin) est un écrivain prussien qui a célébré dans ses écrits le charme du Brandebourg provincial. C'est l'un des principaux représentants allemands du réalisme en littérature. Son talent se révèle surtout dans l'art de restituer les conversations privées (causeries) quand les personnages de ses romans, tout en respectant les conventions sociales, dévoilent malgré eux leurs propres penchants et leurs ambitions personnelles. Derrière une critique apparente de ses personnages, transparaît une critique de la société bourgeoise du XIXe siècle.
Günter Grass a fait de lui le protagoniste, personnage autant réel qu'imaginaire, de son roman Toute une histoire.

## Biographie

### Origines familiales

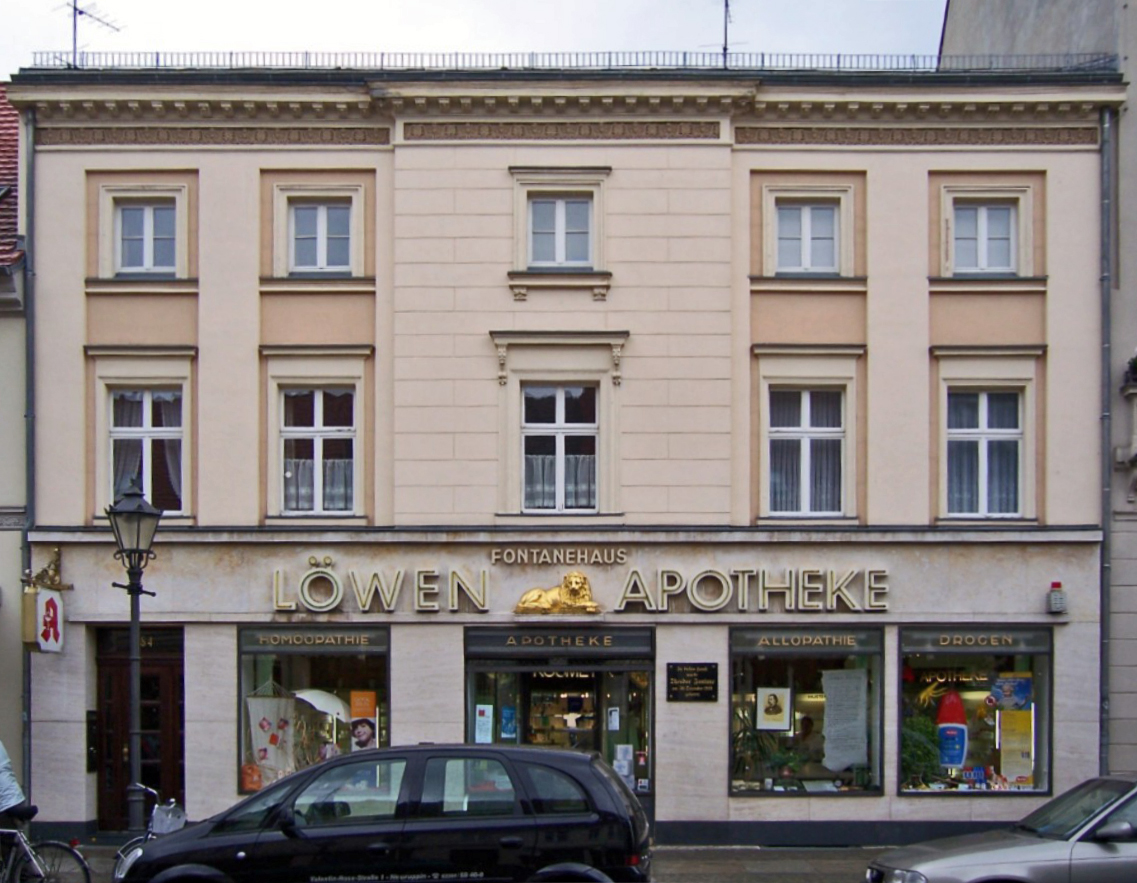
Maison natale de Fontane

Theodor Fontane est le fils du pharmacien Louis Henry Fontane (1796-1867) et d'Émilie Fontane (1797-1869) ; ses deux parents sont des descendants de Huguenots. Il est baptisé en janvier 1820 sous le nom de Heinrich Theodor Fontane.
Le grand-père de Fontane est le peintre et professeur de musique Pierre Barthélemy Fontane (1757-1826) qui fut plus tard secrétaire de cabinet de la reine de Prusse, Louise de Mecklembourg-Strelitz, à la suite de la fuite du roi vers Königsberg après les défaites de Iéna et Auerstaedt. En 1806, Pierre Barthélémy Fontane devint châtelain au château de Schönhausen.

### Jeunesse
Theodor Fontane passa les sept premières années de sa vie à Neuruppin où son père avait acquis, en centre-ville, une pharmacie avec des appartements situés au-dessus (bâtiment qui est désormais classé au patrimoine culturel sous le nom de « maison de Fontane » (en allemand : Fontane-Haus). Son père vend le bien pour pouvoir rembourser des dettes de jeu et achète une pharmacie plus petite située à Świnoujście (en allemand : Swinemünde, ville alors prussienne et aujourd'hui polonaise), raison pour laquelle la famille quitte Neuruppin.
De 1832 jusqu’à 1833, il fréquente le lycée Friedrich-Wilhelm de Neuruppin. En 1835, il rencontre pour la première fois Émilie Rouanet-Kummer qui deviendra plus tard sa femme. En 1836, il arrête ses études pour suivre une formation de pharmacien. Sa première œuvre, un roman court, Geschwisterliebe paraît en 1839.

### Le pharmacien
En 1840, il termine sa formation et trouve un poste d'assistant dans une pharmacie à Burg près de Magdebourg ; c’est à cette époque qu’il écrit ses premiers poèmes.
En 1841, il est atteint par la fièvre typhoïde et passe sa convalescence auprès de ses parents à Letschin. Lorsqu'il est remis, il travaille à nouveau en tant qu'assistant dans une officine à Leipzig, d'avril 1841 à février 1842, puis à Dresde et enfin dans la pharmacie familiale à Letschin. D'avril 1844 à mars 1845, il fait son service militaire. Durant cette période, il entreprend son premier voyage en Angleterre pendant deux semaines sur invitation de son ami d'école Hermann Scherz. Au cours de l'année 1845, Fontane travaille à nouveau dans l'entreprise paternelle, puis dans la pharmacie polonaise de Julius Eduard Schacht à Berlin. Il se fiance le 8 décembre 1845 avec Émilie Rouanet-Kummer (1824–1902).
Il finit sa formation de pharmacien en mars 1847 et travaille en tant qu'employé dans une officine. Il participe aux barricades de la Révolution de mars et publie, à ce moment-là, quatre textes plutôt radicaux dans le journal Berliner Zeitungs-Halle, organe du comité central des démocrates allemands. Il travaille ensuite dans l'hôpital des diaconesses, Bethanien, à Berlin.

### L'homme de lettres et journaliste
Le 30 septembre 1849, il décide d'abandonner complètement le métier de pharmacien pour se consacrer à l'écriture : il rédige dans un premier temps des textes politiques dans le journal radical-démocrate Dresdner Zeitung. Il publie son premier livre, Männer und Helden, et la même année Acht Preußenlieder.
En 1850, il se marie avec Émilie Rouanet-Kummer et ils emménagent ensemble à Berlin. Au début, ils connaissent des difficultés financières car Theodor Fontane n'a pas d'emploi. Un an plus tard, il est embauché par la Centralstelle für Preßangelegenheiten, une agence de renseignement chargée des affaires prussiennes. Pour ce poste, il voyage à Londres en 1852 et vit sur place de 1855 à 1859. En août 1855, Adolph von Menzel propose Fontane pour mettre en place un poste de correspondant à Londres. Otto von Manteuffel autorise le séjour et garantit le financement de la mission. La tâche de Fontane consiste alors à diffuser des communiqués de presse dans les journaux allemands et anglais au profit de la politique extérieure prussienne. Pour cela il est placé sous la responsabilité de l'ambassadeur Albrecht von Bernstorff. Comme le rapporte Edgar Bauer, Fontane est un « agent local du gouvernement prussien ». Avec ses écrits, du nom de Englischer Artikel, il est le premier à informer le grand public en Allemagne du nouveau mouvement artistique anglais qu'est le préraphaélisme.
Avec le changement de gouvernement dans la maison royale prussienne, il a confiance en une future libéralisation en Prusse et met fin à ses activités de correspondant à Londres pour rentrer au pays. Sur place il ne trouve aucun emploi et consacre ses activités littéraires au récit de voyage, qui connait un succès très important car peu de gens alors pouvaient financièrement se permettre de tels voyages. C'est à cette époque qu'il commence à écrire les livres Wanderungen (Promenades dans la Marche de Brandebourg) dont la rédaction s'étendra de 1862 à 1889.
En 1862, c'est sa première ébauche de Vor dem Sturm. La même année, il est candidat pour le parti conservateur au collège des électeurs de la Chambre basse de Prusse.
En 1870, Fontane commence à travailler à la Vossische Zeitung comme critique de théâtre, mais il prend cette même année un congé pour se rendre en France :  la guerre franco-prussienne vient d'éclater et Fontane est désireux de visiter le théâtre des opérations, en quelque sorte en touriste, afin d'en tirer la matière d'un nouveau récit de choses vues. Le 2 octobre, alors qu'il visitait Domrémy-la-Pucelle, il est arrêté par des francs-tireurs français qui le soupçonnent d'espionnage, emmené à Neufchâteau, puis à Langres, puis à Besançon, et enfin interné à l'île d'Oléron. Bismarck s'occupera personnellement de le faire libérer, par l'intermédiaire d'un chargé d'affaires américain. Il publie les souvenirs de cette expérience malheureuse. Sa description de la France et des Français est sévère : désordre, incohérence, extrémisme verbal.

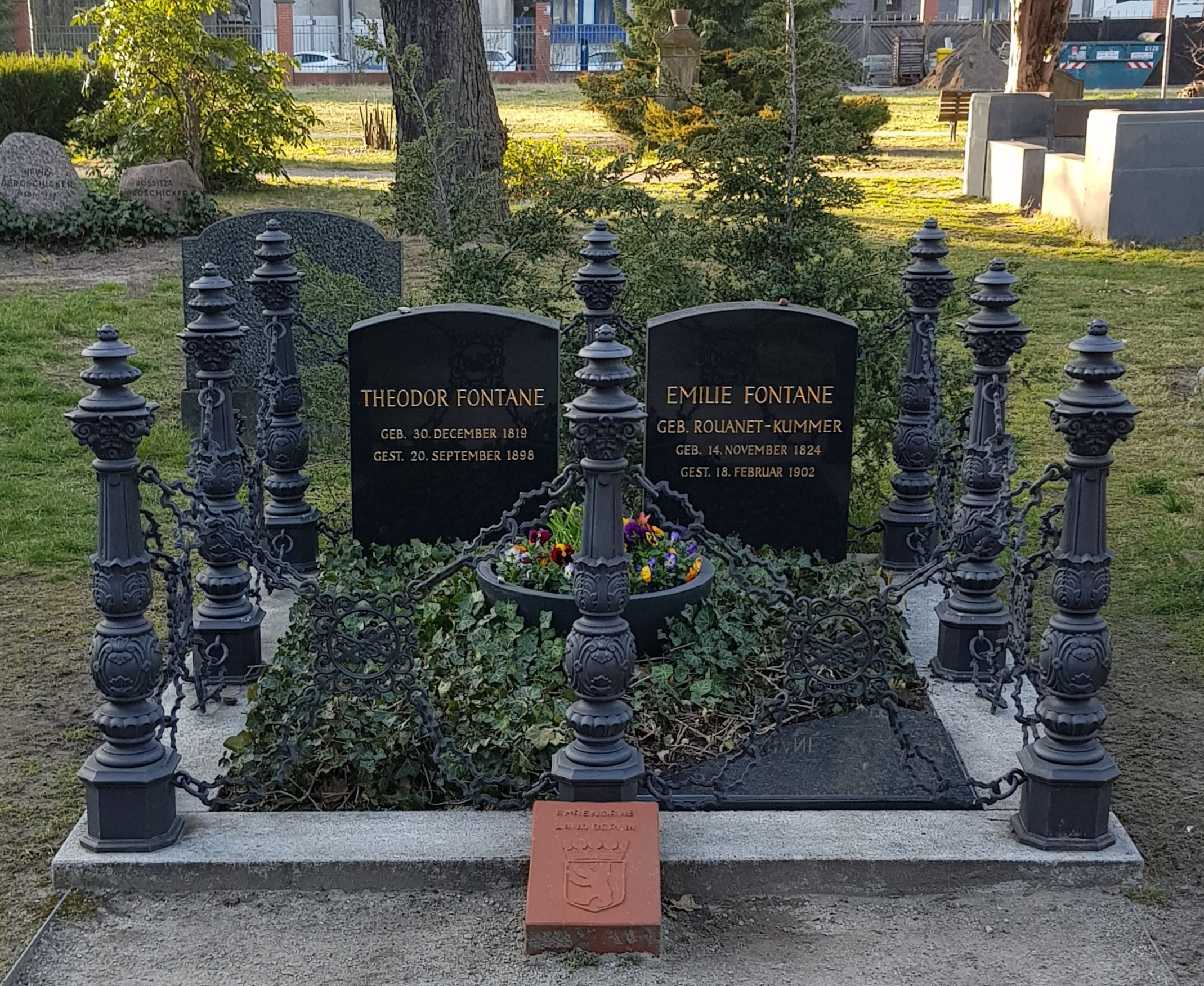
Tombe de Fontane et de son épouse à Berlin, 2022

Il meurt le 20 septembre 1898 à Berlin et est enterré au cimetière de la Communauté française dans la Liesenstraße, en plein centre de Berlin. Sa femme, qui décède quatre ans plus tard, est enterrée à ses côtés.
En 1960, l'écrivain Louis-Ferdinand Céline fait référence à Fontane dans son roman Nord, revenant notamment sur sa capture à Domrémy-la-Pucelle en 1870, qu'il juge aussi incongrue que son propre sort.

## Œuvre
« L'oeuvre de Theodor Fontane est considérable », écrit Yves Chevrel.
Fontane ayant fait son entrée en poésie dès 1850 (en étant membre du club littéraire « Le tunnel sur la Sprée »), cette œuvre  comprend plusieurs recueils de poèmes, notamment des Ballades (1861). En deuxième lieu, Fontane est connu pour ses chroniques de journaliste : l'ensemble de ses comptes rendus dramatiques a été réuni après sa mort sous le titre de Causeries sur le théâtre. Sont à retenir aussi des reportages comme les Promenades à travers la Marche de Brandebourg (Wanderungen durch die Mark Brandenburg, quatre volumes, 1862–1882), des ouvrages sur des guerres menées par la Prusse (La guerre du Schleswig-Holstein, 1866 ; La guerre contre la France, 1873–1876), enfin des œuvres  autobiographiques.
Mais selon Yves Chevrel, « Fontane est surtout le grand romancier allemand de la fin du XIXe siècle », qui, dans les vingt dernières années de sa vie, aura rédigé dix-sept romans, le dernier Mathilde Möhring étant inachevé.

### Style et orientation littéraire
D'après Éliane Kaufholz, le « réalisme poétique » auquel aboutit Theodor Fontane  répond « à l'exigence d'une pénétration esthétique de la réalité des faits ».
Dans ses romans, pour la plupart écrits alors qu'il avait déjà atteint la soixantaine, il décrit ses personnages, leur apparence, leur entourage et surtout leur manière de parler avec une distance critique et bienveillante à la fois, la plupart du temps sous la forme d'une conversation distinguée, dans un cercle fermé, par exemple lors d'un banquet où les convives, tout en observant les conventions sociales, font transparaître leurs intérêts véritables, généralement sans le vouloir. En partant d'une critique individuelle, Fontane passe souvent à une critique sociale implicite.
Dans tous les romans et nouvelles de Fontane, le narrateur est omniscient, c‘est-à-dire qu‘il sait tout des personnages et fournit au lecteur des éléments que le personnage lui-même ignore encore ou dont il n‘est pas conscient. Il combine ce point de vue omniscient avec la perspective interne, personnelle, qui transparaît dans les dialogues. Selon Georgia Gödecke le style de Fontane se caractérise par ailleurs par un humour ironique acéré qu‘il qualifie lui-même comme étant le meilleur moyen d‘accéder au réalisme.
Theodor Fontane rédige des romans, des lettres, des poèmes ou encore des biographies. Son œuvre la plus connue est sans conteste Effi Briest. Dans ce livre, il dénonce les mariages arrangés de son époque ; il aurait lui-même été obligé de se marier avec sa femme, Émilie Rouanet-Kummer.
À côté de ses œuvres littéraires, Theodor Fontane écrit également pour des journaux.

### Œuvres romanesques
- Avant la tempête [« Vor dem Sturm »] (trad. M.-F. Denet, Cl. David), Laffont, coll. « Bouquins », 1878 (réimpr. 1981), 903 p. (ISBN 2-221-07546-3)
- Grete Minde (1880) - trad. Lucie Dionnet, Amazon Publishing, 2019, 142 p.  (ISBN 9781719894616 et 1719894612)
- (de) Ellernklipp (1881)
- (de) L’Adultera (1882)
- Schach von Wuthenow (1883)
- Graf Petöfy (1883)
- Unterm Birnbaum (de) (1885)
- Cécile (1887)
- Errements et tourments [« Irrungen, Wirrungen »] (trad. M.-F. Denet, Cl. David), Laffont, coll. « Bouquins », 1888 (réimpr. 1981), 903 p. (ISBN 2-221-07546-3)
- (de) Stine (1890)
- (de) Quitt (1890)
- Perdu à jamais [« Unwiederbringlich »] (trad. John E. Jackson), Le bruit du temps, 2025 (1re éd. 1891), 325 p.[5]
- Frau Jenny Treibel (1892)
- Effi Briest (trad. de l'allemand par A. Cœuroy, J. Rovan), Paris, Gallimard, coll. « L'Imaginaire », 1894 (réimpr. 2001, 2007), 346 p. (ISBN 2-07-076213-0)
- Les Poggenpuhl (Die Poggenpuhls) (1896) - trad. Lucie Dionnet, Amazon Publishing, 2019, 149 p.
- Le Stechlin [« Der Stechlin »] (trad. de l'allemand par Jacques Legrand), Paris, Livre de Poche, coll. « Pochothèque », 1899 (réimpr. 1998), 441 p. (ISBN 2-253-93295-7)
- Mathilde Möhring (1906, inachevé, posthume) - trad. Lucie Dionnet, Amazon Publishing, 2017, 130 p.  (ISBN 9781521765869 et 1521765863)

### Ballades et poèmes
- Jockel
- John Maynard (1885)
- Silvesternacht (1851)

### Autres œuvres
- (de) Mes années d'enfance : roman autobiographique [« Meine Kinderjahre »] (trad. de l'allemand par J. Legrand), Paris, Aubier, 1894 (réimpr. 1993), 216 p. (ISBN 2-7007-1649-3)
- Kriegsgefangen. Erlebtes 1870 Berlin 1871, réédition Aufbau Taschebuch Verlag, 1999  (ISBN 3-7466-5277-4)
- Aus den Tagen der Okkupation. Eine Osterreise durch Nord Frankreich und Elsass-Lothringen, Berlin, 1871[6] réédition Aufbau Taschebuch Verlag, 2000  (ISBN 3-7466-5279-0)
- Gedichte (poèmes) (1851)
- Wanderungen durch die Mark Brandenburg (1862-82)
- Der Krieg gegen Frankreich 1870-71 (1873)
- Der deutsche Krieg von 1866, vol. 1 : Der Feldzug in Böhmen und Mähren, Bad Langensalza, Rockstuhl, 1871, 2 vol. (ISBN 3-936030-65-0)
- Der deutsche Krieg von 1866, vol. 2 : Der Feldzug in West- und Mitteldeutschland, Bad Langensalza, Rockstuhl, 1871, 2 vol. (ISBN 3-936030-66-9)
- Von Zwanzig bis Dreißig (« De vingt à trente ans », autobiographie) (1898) Texte sur Zeno